# Saksofon altowy
Saksofon altowy – instrument dęty z grupy aerofonów o pojedynczym stroiku. Saksofon altowy budowany jest w stroju Es (jak saksofon barytonowy i saksofon kontrabasowy), zatem brzmi o sekstę wielką niżej, niż jego zapis nutowy. Najpopularniejszy z saksofonów.

## Budowa
Jest niewielki, jego wysokość wynosi około 72 cm. Dzięki swoim niedużym rozmiarom jest najchętniej używany do nauki gry. Instrument tak samo, jak wszystkie saksofony, zajmuje miejsce pośrednie między grupami instrumentów dętych dzięki swojej nietypowej budowie - wykonany jest z metalu, lecz funkcjonuje na zasadach dętych instrumentów drewnianych, ma szereg otworów bocznych z mechanizmem dźwigni i klapek, pojedynczy stroik jak klarnet, przypomina kształt klarnetu basowego z piszczałką zakręconą do góry i zakończoną szeroką czarą głosową. Również technika gry i barwa brzmienia zbliżone są do klarnetu. 

## Kompozycje i wykorzystanie instrumentu
Saksofon altowy zastosował m.in. Ambroise Thomas w operze „Hamlet”, Jules Massenet w „Herodiadzie” i „Werterze”, Georges Bizet w suicie „Arlezjanka”, Maurice Ravel w instrumentacji „Obrazków z wystawy” M. Musorgskiego, Alban Berg w „Koncercie skrzypcowym” i Zoltán Kodály w suicie „Hary Janos”.